# Федоренко, Радий Петрович
Федоренко Радий Петрович (1930, Воронеж — 2009, Москва) —  советский и российский математик, специалист в области вычислительной математики. Более 50 лет работал в ИПМ им. М. В. Келдыша, профессор МФТИ. Лауреат Государственной премии РФ за 2003 год.

## Биография
Р. П. Федоренко родился 11 марта 1930 года в Воронеже в интеллигентной семье
(мать — инженер-химик с университетским образованием, отец — инженер, впоследствии — директор военного авиазавода). В 1953 году он окончил физико-математический факультет Ростовского университета и был приглашён М. В. Келдышем в Отделение прикладной математики Математического института АН СССР, впоследствии стал аспирантом М. В. Келдыша.
С 1953 года Р. П. Федоренко работал в ИПМ, в отделе № 2, руководимом И. М. Гельфандом, затем О. В. Локуциевским, возглавлял отдел № 2 с 1990 по 2002 год.
В 2003 году коллектив сотрудников ИПМ (Астраханцев Г. П., Бахвалов Н. С., Федоренко Р. П., Шайдуров В. В.) был удостоен государственной премии РФ «за цикл основополагающих работ по созданию и последующему внедрению высокоэффективного многосеточного метода численного решения широкого класса задач математической физики».
Преподавал в МФТИ, профессор, читал курс лекций «Введение в вычислительную физику» по современным численным методам решения уравнений в частных производных. Материал этого курса отражён в монографии «Введение в вычислительную физику», изданной в 1994 году.

## Научные результаты
В 1961 году Р. П. Федоренко, работая над реализацией модели расчёта прогноза погоды, разработал эффективный метод численного решения краевых задач математической физики, который стал известен под названием «многосеточный метод». В дальнейшем этот метод с успехом применялся различными учёными для решения конкретных практических задач динамики плазмы, теории упругости, для расчёта нейтронных полей в ядерном реакторе, в задачах обтекания тел сложной формы.
В широкую практику вычислений этот метод вошёл через 15 лет после его изобретения, после того, как он оказался незаменимым средством решения больших систем алгебраических уравнений, возникающих при дискретизации дифференциальной задачи в методе конечных элементов.
Работая над численным решением задач газовой динамики, Р. П. Федоренко в 1962 году ввёл в практику вычислений разностные схемы с переключением (гибридные разностные схемы).
Большой цикл работ Р. П. Федоренко посвящён математическому моделированию физических процессов в ядерных реакторах. Необходимость учёта гетерогенной структуры активной зоны реактора, успешно развивающиеся идеи метода конечных элементов, привели к созданию им в 1976 году метода конечных суперэлементов (МКСЭ), обеспечившего возможность численного интегрирования системы уравнений трёхмерной диффузии на сетке с большим шагом.
В 1962-1980 гг. Р. П. Федоренко выполнил цикл прикладных работ по приближённому решению задач оптимального управления. Среди них задача о движении тела переменной массы, управляемого углом атаки и режимом расхода массы; задача об оптимальном режиме остановки ядерного реактора. Для решения задач оптимального управления Р. П. Федоренко использовал разработанный им метод последовательной линеаризации. Эти результаты стали основой кандидатской диссертации «Приближённое решение задач оптимального управления», защищённой им в 1965 году.
Р. П. Федоренко принадлежит несколько теоретических работ, относящихся к вариационным задачам, в том числе доказательство существования цены дифференциальной игры преследования; о принципе максимума для дифференциальных включений.
В 1974 году Р. П. Федоренко защитил диссертацию на соискание учёной степени доктора физико-математических наук по теме «Приближённые методы для современных вариационных задач». Большинство результатов Р. П. Федоренко по задачам оптимизации вошло в монографию «Приближённое решение задач оптимального управления», опубликованной в 1978 году.

## Основные публикации

### Монографии и учебники
- Федоренко Р. П. Введение в вычислительную физику: Учебное пособие: Для вузов. — Долгопрудный: Изд-во МФТИ, 1994. — 528 с. — ISBN 5-7417-0002-0.
- Федоренко Р. П. Введение в вычислительную физику. — 2-е изд, испр. и доп. — Долгопрудный: Издательский дом «Интеллект», 2008. — 503 с. — (серия «Физтеховский учебник»). — ISBN 978-5-91559-011-2.
- Федоренко Р. П. Приближённое решение задач оптимального управления. — М.: Наука, 1978. — 488 с. — (серия «Справочная математическая библиотека»).

### Статьи в научных журналах
- Федоренко Р. П. Релаксационный метод решения разностных эллиптических уравнений // Журнал вычислительной математики и математической физики. — 1961. — Т. 1, № 5. — С. 922—927.
- Федоренко Р. П. Разностная схема для задачи Стефана // Журнал вычислительной математики и математической физики. — 1975. — Т. 15, № 5. — С. 1339—1344.
- Федоренко Р. П. О регулярных жёстких системах обыкновенных дифференциальных уравнений // ДАН СССР. — 1983. — Т. 273, № 6. — С. 1318—1322.
- Страховская Л. Г., Федоренко Р. П. Ядерный реактор – жёсткая система. Асимптотические методы интегрирования уравнений динамики // Журнал вычислительной математики и математической физики. — 1999. — Т. 39, № 4. — С. 638—652.